# 齋藤海仁
齋藤 海仁（さいとう かいじん、1968年 - ）は、日本のフリーランスライター、サイエンスライター、釣りジャーナリスト、ボートジャーナリスト。

## 来歴
神奈川県横須賀市出身。東京工業大学大学院生命理工学研究科バイオサイエンス専攻修士課程修了。
新潮社「シンラ」編集部、つり人社「ボート＆リール」編集長を経て独立。つり人社時代は『ボート＆リール』の編集長を務めた。
作家・椎名誠を隊長とする「第三次あやしい探検隊」の「怪しい雑魚釣り隊」では”エース”として活躍。好物は白湯。隊の中でほぼ唯一酒類を好まない。嫌いなものはニンニク。
椎名誠には「人生の何の役にも立たないウニ・ホヤ・ヒトデを大学院で研究した男」と紹介されることが多い。これは椎名が挙げる三大好酒肴がウニ・ホヤ・ナマコであることとも関連する。また、杉浦日向子が主宰していた「ソバ好き連」のメンバーでもある。
2008年『ボートフィッシングバイブル』（舵社）を刊行。『小説現代』で「怪人海仁が行く　面白博物館発掘行脚」を不定期連載中。